# Jaap de Hoop Scheffer
Jakob Gijsbert de Hoop Scheffer (Ámsterdam, 3 de abril de 1948) es un político, abogado, funcionario, diplomático y docente universitario de los Países Bajos.

## Biografía
Nació en Ámsterdam, Holanda del Norte, Países Bajos, en abril de 1948. Se graduó en Leyes por la Universidad de Leiden.
Como miembro del partido Llamada Democristiana  fue elegido para la Segunda Cámara de los Estados Generales.
Fue ministro de Relaciones Exteriores de los Países Bajos desde el 22 de julio de 2002 hasta el 3 de diciembre de 2003 durante el primer mandato de Jan Peter Balkenende y secretario general de la OTAN (Organización del Tratado del Atlántico Norte) desde el 5 de enero de 2004 hasta el 1 de agosto de 2009.